# 塔林莱瓦迪亚足球俱乐部
塔林萊瓦迪亞足球俱樂部是愛沙尼亞首都塔林的职业足球俱乐部。球队参加爱沙尼亚足球甲级联赛，球队主场为阿勒柯克競技場。
俱乐部在1998年成立于馬爾杜市，2004年时迁至塔林。该俱乐部自1999年赛季起一直参加爱沙尼亚足球甲级联赛，并从未降级过。球队夺得过10次爱沙尼亚足球甲级联赛冠军头衔。2017年时莱瓦迪亚的一队与塔林因福内特合并，合并后的全名为“FCI莱瓦迪亚”。
2006赛季，球队在欧洲联盟杯资格赛中接连淘汰了芬超的哈卡以及荷甲球队特温特，历史性的成为第一支打入欧洲赛事第三轮（联盟杯正赛第一轮）的爱沙尼亚球队，球队在正赛首轮比赛中主场0:1客场1:2总分1:3遗憾的败在纽卡斯尔联脚下。

## 球隊榮譽
- 愛沙尼亞足球甲級聯賽

 冠軍 (11)：1999, 2000, 2004, 2006, 2007, 2008, 2009, 2013, 2014, 2021, 2024
- 愛沙尼亞盃

 冠軍 (10)：1999, 2000, 2004, 2005, 2007, 2010, 2012, 2014, 2018, 2021
 亞軍 (1)：2002
- 愛沙尼亞超級盃

 冠軍 (8)：1999, 2000, 2001, 2010, 2013, 2015, 2018, 2022
 亞軍 (8)：2004, 2005, 2007, 2008, 2009, 2011, 2014, 2019